# Zygfryd Szołtysik
Zygfryd Ludwik Szołtysik (Sucha Góra, então chamada Trockenberg na anexação à Alemanha, 24 de outubro de 1942) é um ex-futebolista profissional polaco que atuava como meia.

## Carreira
Zygfryd Szołtysik fez parte do elenco da Seleção Polonesa de Futebol  medalhista de ouro em Munique 1972